# Кетхюда Хасан-паша
Сеназе Хасан-паша, также известен как Мейит Хасан-паша или Кетхюда Хасан-паша (тур. Kethüda Çerkes Meyyit Hasan Paşa, ? — 1810) — османский военный и государственный деятель, великий визирь Османской империи (12 мая — 2 декабря 1789). Его прозвище Cenaze или Meyyit означает «Труп», потому что он был болен, когда его назначили на этот пост великого визиря.

## Ранние годы
По национальности — черкес. Служил на различных должностях в Османской империи. Он исполнял обязанности губернатора Триполиса (ныне Греция) в 1770 году во время русско-турецкой войны (1768—1774). Он успешно защищал город от восстания греков, поддержанного русскими. После этого успеха он был повышен в должности. Будучи губернатором Видина (ныне Северо-Западная Болгария), в сентябре 1788 года он принимал участие в битве при Карансебеше во время австро-турецкой войны (1787—1792) и внес свой вклад в победу.

## В должности великого визиря
28 мая 1789 года Кетхюда Хасан-паша был назначен великим визирем Османской империи. Но он лежал больной в постели, когда получил султанский указ о своём назначении. Поэтому его прозвали Сеназе (труп). 22 сентября он лично возглавил османскую армию против австро-русского союзного войска в битве при Рымнике, но потерпел поражение. После этого поражения великий визирь был уволен с занимаемой должности 2 декабря 1789 года.

## Поздние годы
Он был назначен губернатором Рущука (ныне Русе в Болгарии). Но позже он был сослан в острова Бозджаада (ныне — Турция). В 1792 году он был помилован и назначен губернатором города Силистрия (ныне Болгария). Позже он занимал должности губернатора в Ханье, Ираклионе (оба на острове Крит), Бендер (сейчас в Молдове) и Хотин (сейчас на Украине). Находясь в Хотине, он попал в плен к русским во время недавно начавшейся русско-турецкой войны (1806—1812). После заключения мирного договора он вышел в отставку и умер в Ларисе в 1810 году.